# Јован Радуловић (пјесник)
Јован Радуловић (1899 — 1957) био је пјесник из Мостара.

## Биографија
Рођен је у Мостару 1899. године. Студије југословенске и упоредне књижевности завршио је у Београду гдје је докторирао с тезом Мостарски књижевни покрет. У Мостару је уређивао лист Дело. Писао је о Шантићу, Светозару Ћоровићу и Кочићу.